# Gambia en los Juegos Olímpicos de Río de Janeiro 2016
Gambia participa en los Juegos Olímpicos de 2016 en Río de Janeiro, Brasil, del 5 al 21 de agosto de 2016.

## Participantes
Atletismo
- Adama Jammeh (200 m masculino)
- Gina Bass (200 m femenino)

Natación
- Pap Jonga

Yudo
- Faye Nije